# SK Sturm Graz (női csapat)
Az SK Sturm Graz női szakosztályát 2011-ben hozták létre. A klub az osztrák első osztályban érdekelt.

## Története
A 2010–11-es szezon utolsó helyén végzett FC Stattegg női csapata iránt a GAK és a Sturm együttese is komoly érdeklődést mutatott. Kisebb halogatás után a fekete-fehérek vehették át a klubot, és megalapították női szakágukat.
A következő szezonban a másodosztályban kezdtek el futballozni SK Sturm Graz/FC Stattegg néven. A 2012–13-as idényben elért második helyezésük után az osztályozón harcolták ki első osztályú szereplésük jogát. 
Az első szezonban elért 8. helyezésüket követően kezdtek ráérezni az élvonal atmoszférájára és a 2015–16-os ezüstérmük után kvalifikálták magukat a Bajnokok Ligájába.

## Sikerlista
Osztrák bajnoki ezüstérmes (5): 2015–16, 2016–17, 2018–19, 2021–22, 2022–23
 Osztrák bajnoki bronzérmes (4): 2014–15, 2017–18, 2019–20, 2020–21,

## Játékoskeret
2023. július 1-től
| #  |     | Poszt | Név                     |
| -- | --- | ----- | ----------------------- |
| 1  | AUT | K     | Mariella El Sherif      |
| 21 | AUT | K     | Vanessa Gritzner        |
| 2  | AUT | V     | Victoria Glabonjat      |
| 18 | AUT | V     | Anna Wirnsberger        |
| 19 | AUT | V     | Stefanie Grossgasteiger |
| 25 | GER | V     | Merle Kirschstein       |
| 26 | AUT | V     | Leonie Tragl            |
| 6  | AUT | KP    | Zoe Sanne Van Ee        |
| 7  | AUT | KP    | Linda Mittermair        |

| #  |     | Poszt | Név                  |
| -- | --- | ----- | -------------------- |
| 8  | AUT | KP    | Julia Keutz          |
| 10 | CRO | KP    | Andrea Glibo         |
| 15 | AUT | KP    | Sophie Maierhofer    |
| 17 | AUT | KP    | Lena Breznik         |
| 29 | KOS | KP    | Modesta Uka          |
| 77 | AUT | KP    | Emma Fuchs           |
| 16 | AUT | CS    | Christina Gierzinger |
| 34 | AUT | CS    | Jasmin Reichmann     |
| 20 | AUT | CS    | Laura Krumböck       |

## Korábbi híres játékosok
| - Natascha Celouch - Tina Charwat - Michela Croatto - Chiara D'Angelo - Celina Degen - Stefanie Enzinger - Jessica Frieser - Chiara Gottinger - Sophie Hillebrand - Julia Kofler - Lisa Kolb - Stefanie Kovacs | - Anna-Carina Kristler - Valentina Kröll - Julia Magerl - Julia Mak - Anna Malle - Julia Matuschewski - Katharina Naschenweng - Maria Plattner - Lilli Purtscheller - Annabel Schasching - Sarah Schiemel - Christina Schönwetter | - Celina Degen - Jessica Starchl - Julia Wagner - Yvonne Weilharter - Katja Wienerroither - Nike Winter - Emily Cancienne - Heather Seybert - Marie-Yasmine Alidou - Ivana Hrnjkas - Horti Boglárka - Nina Predanič |